# Bezuje
Bezuje (en serbe cyrillique : Безује) est un village de l'ouest du Monténégro, dans la municipalité de Plužine.

## Démographie

### Évolution historique de la population
| 1948 | 1953 | 1961 | 1971 | 1981 | 1991 | 2003 |
| ---- | ---- | ---- | ---- | ---- | ---- | ---- |
| 210  | 228  | 240  | 229  | 188  | 125  | 85   |